# Фелікс Альфаро Фурньє
Фелікс Альфаро Фурньє (ісп. Félix Alfaro Fournier, 2 лютого 1895, Віторія-Гастейс — 23 січня 1989, Віторія-Гастейс) — баскський підприємець французького походження, президент клубу «Депортіво Алавес» з міста Віторія-Гастейс. З 1929 ро 1930 рік — четвертий за ліком президент головного футбольного клубу Алави.

## Життєпис
Фелікс Альфаро Фурньє походив із сім'ї впливової баскської шляхти. Його батько перебрався до Алави із Франції задля продовження омріяної справи — відкриття друкарні-папірні. Невдовзі до сім'ї Фурньє прийшов успіх — їхній продукт, гральні карти, заполонив усю Басконію та Іспанію. Добившись фінансового успіху, родина Фурньє вважалася батьками-зачинателями міста і руху за незалежність басків. Предки Фелікса Альфаро керували громадою міста, відтак обиралися до різних громадських організацій. Коли в місті постав спортивний клуб, Фелікс став його акціонером-сосіос, і так тривало покоління за поколінням.
Фелікс Альфаро Фурньє, названий на честь свого славного діда, продовжував родинні справи і був активним сосіос клубу, а потім, у 1929 році, його обрали очільником футболу міста, президентом «Депортиво Алавес». Прийшовши до команди, йому вдалося налаштувати клуб та відносини в команді задля перемоги в турнірі Країни Басків. І вже наступного року вони успішно стартували в Ла-Лізі сезону 1930—1931 років, гучно заявивши про себе, але команду виводив уже його наступник Валентін Верастегї.